# Racisme environnemental

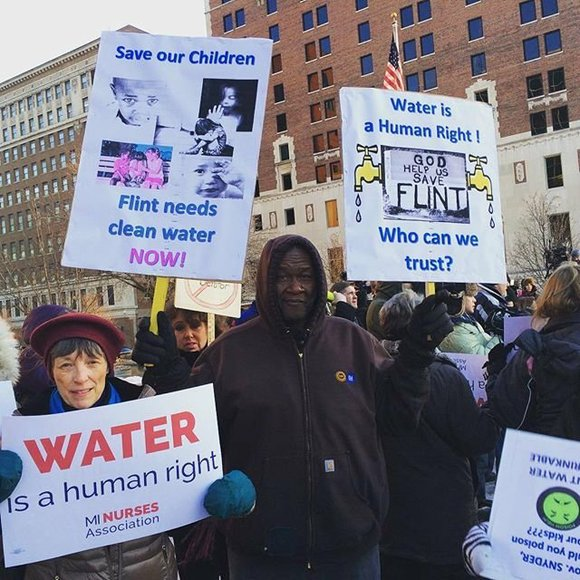
Des personnes protestent contre la crise de l'eau à Flint, dans le Michigan, qui affecte de manière disproportionnée les personnes de couleur et les communautés à faible revenu.

Le racisme environnemental est un concept du mouvement pour la justice environnementale, qui s'est développé aux États-Unis et à l'étranger dans les années 1970 et 1980. Le terme est utilisé pour décrire l'injustice environnementale qui se produit dans un contexte racialisé, tant dans la pratique que dans la politique.

## Contexte

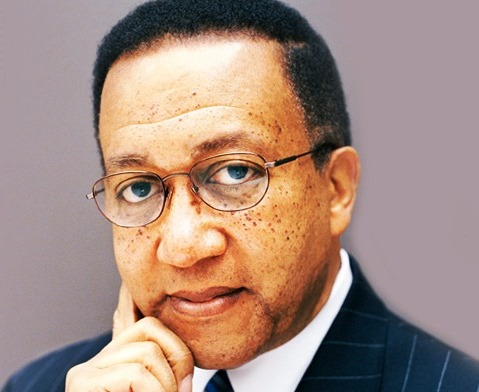
Benjamin F. Chavis, Jr., l'homme qui a inventé l'expression "racisme environnemental"

Le "racisme environnemental" est un terme inventé en 1982 par Benjamin Chavis, ancien chef de direction de la Commission pour la justice raciale de l'Église unie du Christ (UCC). Le discours de Chavis portait sur les déchets dangereux de biphényles polychlorés dans la décharge de PCB du comté de Warren, en Caroline du Nord. Chavis a défini ce terme comme suit :
la discrimination raciale dans l'élaboration des politiques environnementales, l'application des réglementations et des lois, le ciblage délibéré des communautés de couleur pour les installations de déchets toxiques, la sanction officielle de la présence potentiellement mortelle de poisons et de polluants dans nos communautés, et l'histoire de l'exclusion des personnes de couleur du leadership des mouvements écologistes.
Le mouvement pour la justice environnementale a commencé à peu près en même temps que le mouvement pour les droits civiques. Le Mouvement des droits civiques a influencé la mobilisation des personnes préoccupées par leur voisinage et leur santé en faisant écho à l'autonomisation et à la préoccupation associées à l'action politique. C'est là que le programme des droits civils et le programme environnemental se sont rencontrés. La reconnaissance du racisme environnemental est considérée comme un catalyseur original du mouvement social de la justice environnementale qui a débuté dans les années 1970 et 1980. Bien que le racisme environnemental ait été historiquement lié au mouvement de justice environnementale, au fil des ans, le terme a été de plus en plus dissocié. En réponse à des cas de racisme environnemental, des organisations et des campagnes de base ont attiré l'attention sur le racisme environnemental dans l'élaboration des politiques et ont souligné l'importance de la participation des minorités à l'élaboration des politiques.
Bien que le terme ait été inventé aux États-Unis, le racisme environnemental se manifeste également au niveau international. Par exemple, l'exportation de déchets dangereux vers des pays pauvres du Sud dont les politiques environnementales et les pratiques de sécurité sont laxistes (paradis de la pollution). Les communautés marginalisées qui n'ont pas les moyens socio-économiques et politiques de s'opposer aux grandes entreprises - ce qui les expose à des pratiques de racisme environnemental préjudiciables à leur santé. Les statuts économiques et les positions politiques sont des facteurs cruciaux lorsqu'on examine les problèmes environnementaux, car ils déterminent le lieu de vie d'une personne et son accès aux ressources qui pourraient atténuer l'impact des risques environnementaux. Les rapports de l'UCC et de l'US General Accounting Office sur cette affaire en Caroline du Nord ont associé les emplacements des sites de déchets dangereux aux quartiers pauvres des minorités. Chavis et le Dr Robert D. Bullard ont mis en évidence le racisme institutionnalisé découlant des politiques gouvernementales et des politiques d'entreprise qui ont conduit au racisme environnemental. Ces pratiques comprennent le redlining, le zonage et la planification de l'adaptation daltonienne. Les résidents ont été victimes de racisme environnemental en raison de leur faible statut socio-économique, de leur manque de représentation politique et de leur manque de mobilité.

Développant la définition donnée dans "L'héritage de l'apartheid américain et le racisme environnemental", le Dr Bullard a déclaré que le racisme environnemental :
fait référence à toute politique, pratique ou directive qui affecte de manière différentielle ou désavantage (que ce soit intentionnel ou non) des individus, des groupes ou des communautés en fonction de leur race ou de leur couleur.
La justice environnementale combat les obstacles à l'égalité d'accès au travail, loisirs, éducation, religion et quartiers sûrs. Dans "L'environnementalisme des pauvres", Joan Martinez-Allier écrit que la justice environnementale "indique que la croissance économique signifie malheureusement des impacts environnementaux accrus, et elle met l'accent sur le déplacement géographique des sources et des puits".

## Causes
Quatre facteurs conduisent au racisme environnemental : le manque de terres abordables, le manque de pouvoir politique, le manque de mobilité et la pauvreté. Les terrains bon marché sont recherchés par les entreprises et les organismes gouvernementaux. En conséquence, les communautés qui ne peuvent pas résister efficacement à ces entreprises et organismes gouvernementaux et ne peuvent pas accéder au pouvoir politique ne peuvent pas négocier les coûts justes. Les communautés à mobilité socio-économique réduite ne peuvent pas se déplacer. Le manque de contributions financières réduit également la capacité des communautés à agir à la fois physiquement et politiquement. Chavis a défini le racisme environnemental en cinq catégories : la discrimination raciale dans la définition des politiques environnementales, l'application discriminatoire des réglementations et des lois, le ciblage délibéré des communautés minoritaires en tant que décharges de déchets dangereux, la sanction officielle des polluants dangereux dans les communautés minoritaires et l'exclusion des personnes de couleur de postes de direction en matière d'environnement.
Les communautés minoritaires n'ont souvent pas les moyens financiers, les ressources et la représentation politique pour s'opposer aux sites de déchets dangereux. Connues sous le nom d'utilisations des terres localement indésirables (LULU), ces installations qui profitent à l'ensemble de la communauté réduisent souvent la qualité de vie des communautés minoritaires. Ces quartiers peuvent aussi dépendre des opportunités économiques qu'apporte le site et hésitent à s'opposer à sa localisation au risque de leur santé. En outre, les projets controversés sont moins susceptibles d'être implantés dans des zones non minoritaires censées poursuivre une action collective et réussir à s'opposer à l'implantation des projets dans leur zone.
Des processus tels que la suburbanisation, la gentrification et la décentralisation conduisent à des schémas de racisme environnemental. Par exemple, le processus de banlieusardisation (ou fuite blanche ) consiste en des non-minorités quittant les zones industrielles pour des localités suburbaines plus sûres, plus propres et moins chères. Pendant ce temps, les communautés minoritaires sont laissées dans les centres-villes et à proximité des zones industrielles polluées. Dans ces zones, le chômage est élevé et les entreprises sont moins susceptibles d'investir dans l'amélioration de la zone, créant de mauvaises conditions économiques pour les résidents et renforçant une formation sociale qui reproduit l'inégalité raciale. De plus, la pauvreté des propriétaires fonciers et des résidents d'une municipalité peut être prise en considération par les promoteurs d'installations de gestion des déchets dangereux, car les zones aux valeurs immobilières déprimées réduiront les dépenses.
Le racisme environnemental a de nombreux facteurs qui contribuent à sa discrimination. Green Action fait référence aux « normes et valeurs culturelles, règles, réglementations, comportements, politiques et décisions  » qui soutiennent le concept de durabilité et dans lesquels se trouve le racisme environnemental.

### Pollution
La partie sud-est des États-Unis a connu une grande quantité de pollution et les populations minoritaires ont été durement touchés par ces impacts. Il existe de nombreux cas de personnes décédées ou souffrant de maladies chroniques à cause de centrales au charbon dans des endroits tels que Detroit, Memphis et Kansas City. Les résidents du Tennessee et de la Virginie-Occidentale sont fréquemment sujets à respirer des cendres toxiques en raison du dynamitage dans les montagnes pour l'exploitation minière. La sécheresse, les inondations, l'épuisement constant des terres et la qualité de l'air déterminent la santé et la sécurité des résidents qui entourent ces zones. Les communautés de couleur et à faible revenu ressentent le plus souvent le poids de ces problèmes de première main. Diverses communautés dans le monde sont confrontées aux mêmes problèmes. Par exemple, le travail de Desmond D'Sa s'est concentré sur les communautés du sud de Durban où les industries très polluantes ont un impact sur les personnes déplacées de force pendant l'apartheid.

## Aspects socio-économiques

### Analyse coûts-avantages
L'analyse coûts-avantages (ACA) est un processus qui attribue une valeur monétaire aux coûts et aux avantages pour évaluer les problèmes. L'ACB environnementale vise à fournir des solutions politiques pour les produits immatériels tels que l'air et l'eau propres en mesurant la volonté d'un consommateur à payer pour ces biens. L'ABC contribue au racisme environnemental en valorisant les ressources environnementales en fonction de leur utilité pour la société. Lorsqu'une personne est disposée et capable de payer plus pour de l'eau ou de l'air pur, son paiement profite financièrement à la société plus que lorsque les gens ne peuvent pas payer ces biens. Cela crée un fardeau pour les communautés pauvres. La relocalisation des déchets toxiques est justifiée car les communautés pauvres ne sont pas en mesure de payer autant qu'une région plus riche pour un environnement propre. Le placement de déchets toxiques à proximité des pauvres fait baisser la valeur foncière de terres déjà bon marché. Étant donné que la diminution de la valeur de la propriété est inférieure à celle d'une zone plus propre et plus riche, les avantages monétaires pour la société sont plus importants en déversant les déchets toxiques dans une zone "à faible valeur".

## Impacts sur la santé
Le racisme environnemental a un impact sur la santé des communautés affectées par des environnements pauvres. Divers facteurs pouvant causer des problèmes de santé comprennent l'exposition à des toxines chimiques dangereuses dans les décharges et les rivières. L'exposition à ces toxines peut également affaiblir ou ralentir le développement du cerveau.
Selon l'Environmental Protection Agency (EPA), les populations minoritaires sont exposées à des risques sanitaires environnementaux plus importants que les Blancs. Comme l'a déclaré Greenlining, une organisation de défense basée à Oakland, en Californie, "[l]e National Center for Environmental Assessment de l'EPA a constaté qu'en ce qui concerne les polluants atmosphériques qui contribuent à des problèmes tels que les maladies cardiaques et pulmonaires, les Noirs sont exposés à 1,5 fois plus de polluant que les Blancs, tandis que les Hispaniques étaient exposés à environ 1,2 fois la quantité de Blancs non hispaniques. Les personnes en situation de pauvreté étaient 1,3 fois plus exposées que celles qui ne le sont pas".
Une étude portant sur 108 zones urbaines a révélé que les quartiers ayant des antécédents de redlining étaient de cinq à douze degrés plus chauds que les quartiers sans redlining. Cette augmentation de température est causée par l'îlot de chaleur urbain, une zone qui a un climat légèrement plus chaud que ses îles environnantes. Les communautés à faible revenu sont fortement exposées au risque de mortalité due à la chaleur en raison de l'accès réduit à la climatisation ainsi qu'au couvert arboré. "Les températures lors d'une journée d'été torride peuvent varier jusqu'à 20 degrés dans différentes parties de la même ville, les quartiers pauvres ou minoritaires étant souvent les plus touchés par cette chaleur".
L'organisation de protection des animaux In Defence of Animals affirme que l'agriculture intensive affecte la santé des communautés à proximité en raison de la pollution et de l'injustice environnementale. Ils pensent que ces zones ont des lagunes de déchets qui produisent du sulfure d'hydrogène, des niveaux plus élevés de fausses couches, des malformations congénitales et des épidémies de contamination virale et bactérienne de l'eau potable, et que les fermes de ces zones sont disproportionnellement placées et affectent largement les zones à faible revenu, et les communautés de couleur. En raison du statut socio-économique et de l'emplacement de bon nombre de ces zones, les personnes touchées ne peuvent pas facilement échapper à ces conditions. Cela comprend l'exposition aux pesticides dans l'agriculture et le déversement de déchets toxiques mal gérés dans les maisons et les communautés voisines à partir d'usines éliminant des déchets animaux toxiques.
L'agriculture intensive présente également un danger pour ses travailleurs en raison des vitesses élevées de la demande, des bas salaires, de la mauvaise propreté des installations et d'autres risques pour la santé. Les travailleurs employés dans l'agriculture intensive sont en grande partie composés de groupes minoritaires, et ces installations sont souvent proches des communautés minoritaires. Les zones proches d'usines de ce type sont également soumises à de l'eau potable contaminée, à des fumées toxiques, à des écoulements chimiques, à des particules polluantes dans l'air et à divers autres risques nocifs entraînant une qualité de vie réduite et une éventuelle épidémie.

## Réduire le racisme environnemental
Les militants ont appelé à "des conceptions de la justice plus participatives et centrées sur les citoyens",. Le mouvement pour la justice environnementale (EJ) et le mouvement pour la justice climatique (CJ) s'attaquent au racisme environnemental en attirant l'attention et en apportant des changements afin que les populations marginalisées ne soient pas disproportionnellement vulnérables au changement climatique et à la pollution,. Selon la Conférence des Nations Unies sur l'environnement et le développement, une solution possible est le principe de précaution, qui stipule que « lorsqu'il existe des menaces de dommages graves ou irréversibles, l'absence de certitude scientifique complète ne doit pas être invoquée pour justifier le report d'une étude rentable. des mesures pour prévenir la dégradation de l'environnement. Selon ce principe, l'initiateur de l'activité potentiellement dangereuse est chargé de démontrer la sécurité de l'activité. Les militants de la justice environnementale soulignent également la nécessité de réduire les déchets en général, ce qui contribuerait à réduire la charge globale, ainsi qu'à réduire les émissions de méthane qui, à leur tour, réduisent le changement climatique.
Les concentrations de minorités ethniques ou raciales peuvent également favoriser la solidarité, apporter un soutien malgré les difficultés et fournir la concentration du capital social nécessaire à l'activisme de base. Les citoyens qui en ont assez d'être soumis aux dangers de la pollution dans leurs communautés ont affronté les structures du pouvoir par le biais de manifestations organisées, d'actions légales, de marches, de désobéissance civile et d'autres activités.
Les minorités raciales sont souvent exclues de la politique et de la planification urbaine (comme la planification de l'adaptation à l'élévation du niveau de la mer), de sorte que diverses perspectives d'un problème ne sont pas incluses dans l'élaboration des politiques susceptibles d'affecter ces groupes exclus à l'avenir. En général, la participation politique dans les communautés afro-américaines est corrélée à la réduction des risques pour la santé et de la mortalité. D'autres stratégies de lutte contre les grandes entreprises comprennent des audiences publiques, les élections de partisans aux bureaux d'État et locaux, des réunions avec des représentants d'entreprises et d'autres efforts pour sensibiliser le public et responsabiliser.
En abordant ce problème mondial, les militants utilisent diverses plateformes de médias sociaux pour à la fois sensibiliser et appeler à l'action. La mobilisation et la communication entre les mouvements de base intersectionnels où les déséquilibres raciaux et environnementaux se rencontrent se sont avérées efficaces. Le mouvement a pris de l'ampleur avec l'aide de Twitter, Facebook, Instagram et Snapchat, entre autres plateformes. Des célébrités telles que Shailene Woodley, qui ont plaidé contre le pipeline Keystone XL, ont partagé leurs expériences, notamment celle d'avoir été arrêtée pour avoir manifesté. Les médias sociaux ont permis une conversation facilitée entre les pairs et le reste du monde lorsqu'il s'agit de questions de justice sociale, non seulement en ligne, mais également dans les interactions en face à face.

### Études
Les études ont été importantes pour attirer l'attention des associations et du public en exposant les pratiques qui rendent les communautés marginalisées plus vulnérables aux risques sanitaires environnementaux. Abandonnant le modèle auteur-victime d'étude des questions de justice environnementale, le modèle de justice économique/environnementale a utilisé une lentille plus précise pour étudier les nombreux facteurs complexes, accompagnés de la race, qui contribuent à l'acte de racisme et d'injustice environnementale. Par exemple, Lerner a non seulement révélé le rôle de la race dans la division des résidents de Diamond et Norco, mais il a également révélé les rôles historiques de la Shell Oil Company, l'ascendance esclave des résidents de Diamond et de l'histoire des blancs, des travailleurs et des familles qui dépendaient des récompenses de Shell. L'implication d'organisations extérieures, telles que la Bucket Brigade et Greenpeace, a aussi été prise en compte dans le pouvoir dont disposait la communauté Diamond lorsqu'elle luttait pour la justice environnementale.
En temps de guerre, le racisme environnemental se manifeste d'une manière dont le public apprendra plus tard par le biais de rapports. Par exemple, le rapport Environmental Nakba des Amis de la Terre International attire l'attention sur le racisme environnemental qui s'est produit dans la bande de Gaza pendant le conflit israélo-palestinien. Certaines pratiques israéliennes incluent la coupure de trois jours d'approvisionnement en eau aux réfugiés palestiniens et la destruction de fermes.

### Expression artistique

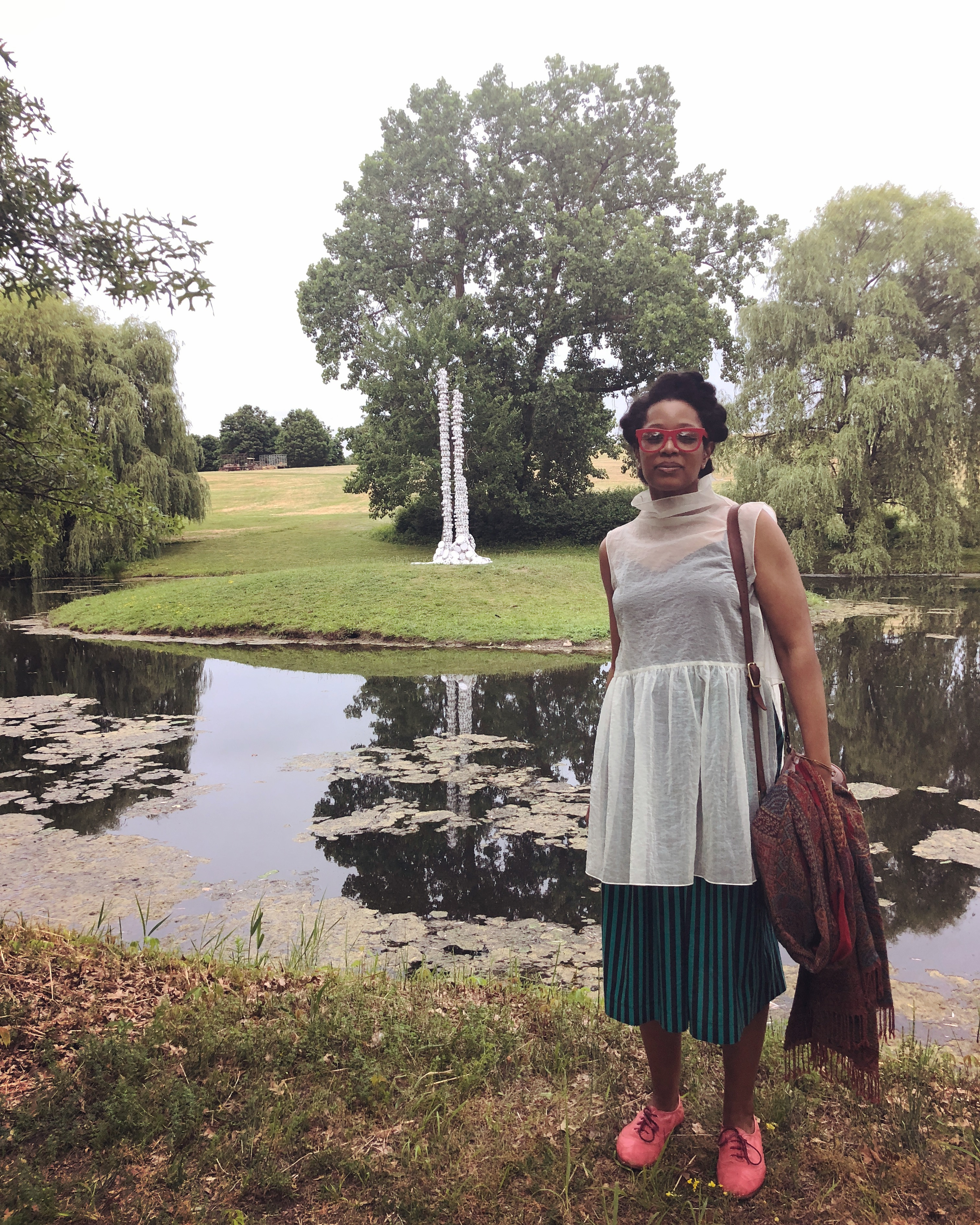
Allison Janae Hamilton devant une de ses œuvres intitulée "The people cried mer-cy in the storm"

Allison Janae Hamilton est une artiste des États-Unis qui concentre son travail sur l'examen des idées et des utilisations sociales et politiques de la terre et de l'espace, en particulier dans les États du sud des États-Unis . Son travail examine qui est affecté par un changement climatique, ainsi que la vulnérabilité unique de certaines populations. Son travail s'appuie sur des vidéos et des photographies pour montrer qui est affecté par le réchauffement climatique et comment leurs différentes expériences vécues donnent différentes perspectives aux problèmes climatiques.

## Exemples par région

### Afrique

#### Nigeria

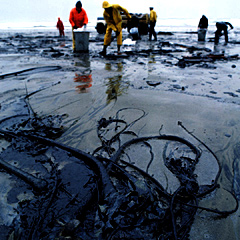
Marée noire

Au Nigeria, près du delta du Niger, les cas de déversements d'hydrocarbures, la combustion de déchets toxiques et la pollution atmosphérique urbaine sont des problèmes dans les zones plus développées.

#### Afrique du Sud
Le terme « pauvreté énergétique » est utilisé pour désigner « un manque d'accès à des vecteurs et à des technologies énergétiques adéquats, fiables, abordables et propres pour répondre aux besoins en services énergétiques pour la cuisson et les activités rendues possibles par l'électricité pour soutenir le développement économique et humain ». De nombreuses communautés en Afrique du Sud sont confrontées à une sorte de pauvreté énergétique. Les femmes sud-africaines sont généralement chargées de s'occuper à la fois de la maison et de la communauté dans son ensemble. Les habitants des zones économiquement pauvres doivent non seulement assumer cette responsabilité, mais ils sont confrontés à de nombreux autres défis. La discrimination fondée sur le sexe, la race et la classe est toujours présente dans la culture sud-africaine. Pour cette raison, les femmes, qui sont les principales utilisatrices des ressources publiques dans leur travail, à la maison et pour la communauté, sont souvent exclues de toute prise de décision concernant le contrôle et l'accès aux ressources publiques. La pauvreté énergétique qui en résulte oblige les femmes à utiliser des sources d'énergie coûteuses et pouvant nuire à leur propre santé et à celle de l'environnement. Par conséquent, plusieurs initiatives d'énergie renouvelable ont vu le jour en Afrique du Sud ciblant spécifiquement ces communautés et les femmes pour corriger cette situation.

### Asie

#### Chine
Du milieu des années 1990 jusqu'en 2001 environ, on estime qu'environ 50 à 80 % des appareils électroniques collectés pour être recyclés dans la moitié ouest des États-Unis étaient exportés pour être démantelés à l'étranger, principalement vers la Chine et l'Asie du Sud-Est,. Ce traitement de la ferraille est assez rentable et préféré en raison d'une main-d'œuvre abondante, d'une main-d'œuvre bon marché et de lois environnementales laxistes,.

#### Inde

Bhopal, Inde

### Europe

#### Royaume-Uni
Au Royaume-Uni, le racisme environnemental (ou aussi le racisme climatique) a été dénoncé par plusieurs groupes d'action tels que la lettre d'appel des Wretched of the Earth  en 2015 et Black Lives Matter en 2016.

#### Canada

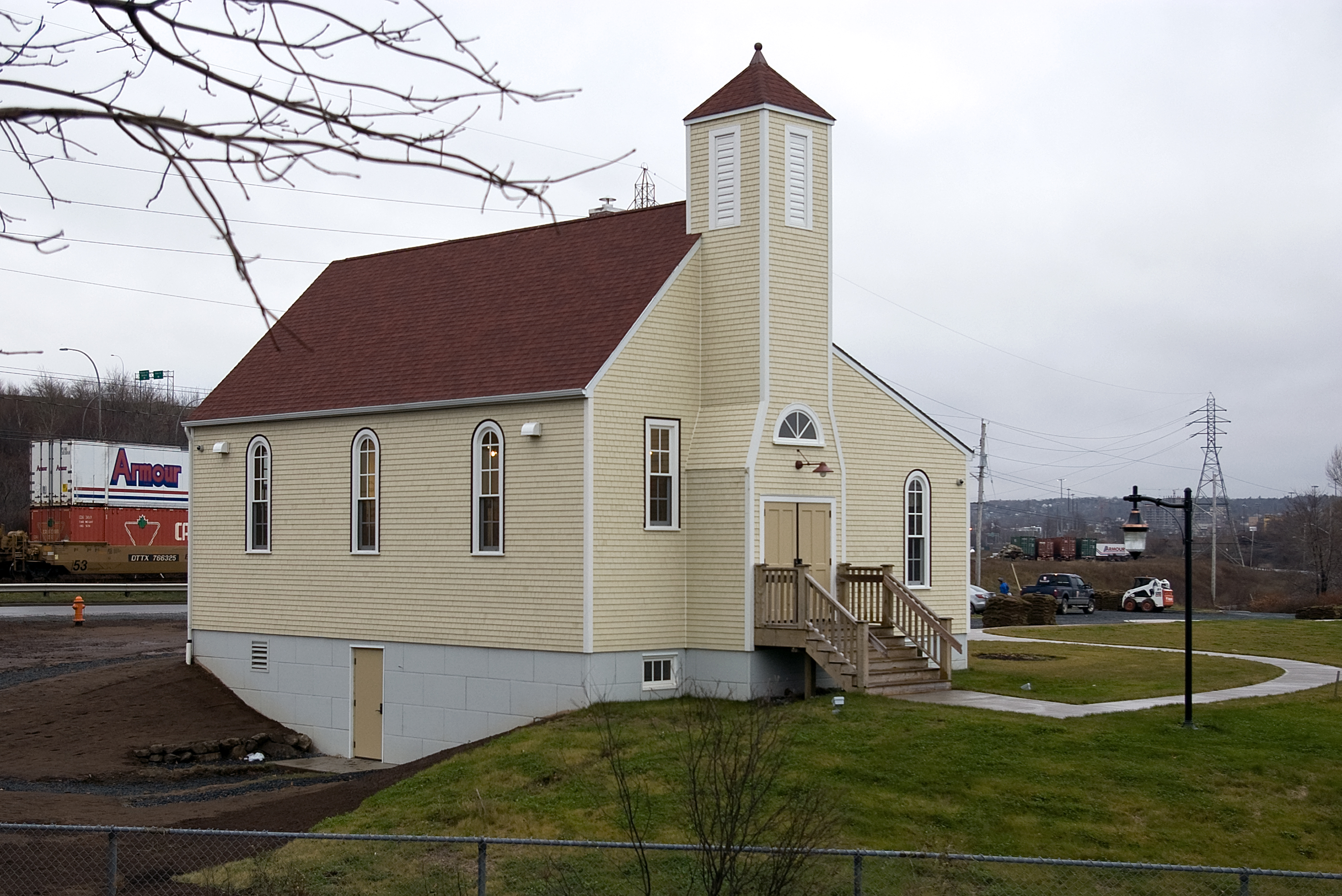
L'église reconstruite d'Africville en Nouvelle-Écosse

##### Impact sur les femmes autochtones canadiennes

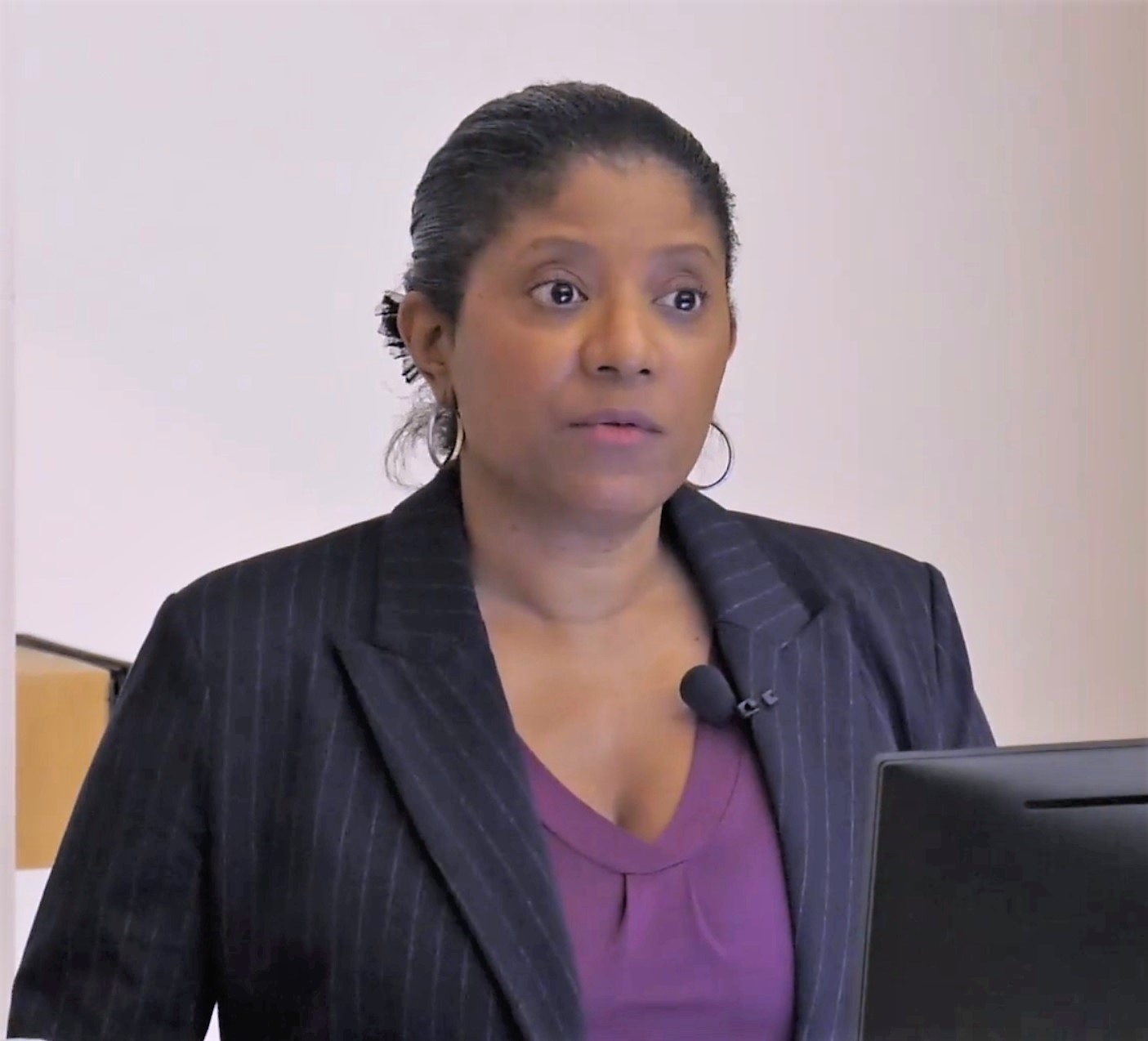
La sociologue canadienne Ingrid Waldron donne une conférence sur le racisme environnemental à l'Université Dalhousie en 2018.

### Amérique du Nord

#### États-Unis
Lorsque le racisme environnemental a été reconnu dans la société américaine, il a stimulé le mouvement social de justice environnementale qui a pris de l'ampleur tout au long des années 1970 et 1980 aux États-Unis. Historiquement, le terme racisme environnemental est lié au mouvement de justice environnementale. Cependant, cela a changé avec le temps dans la mesure où on pense qu'il n'a aucune association avec le mouvement. Des organisations et des campagnes de base ont vu le jour en réponse à ce racisme environnemental, ces groupes exigeant principalement l'inclusion des minorités lorsqu'il s'agit de l'élaboration de politiques impliquant l'environnement. Il convient également de noter que ce concept est international bien qu'il ait été inventé aux États-Unis. Un exemple parfait est lorsque les États-Unis ont exporté leurs déchets dangereux vers les pays pauvres du Sud parce qu'ils savaient que ces pays avaient des réglementations environnementales et des pratiques de sécurité laxistes. Les communautés marginalisées sont généralement exposées au racisme environnemental, car elles disposent de ressources et de moyens pour s'opposer aux grandes entreprises qui déversent ces déchets dangereux.

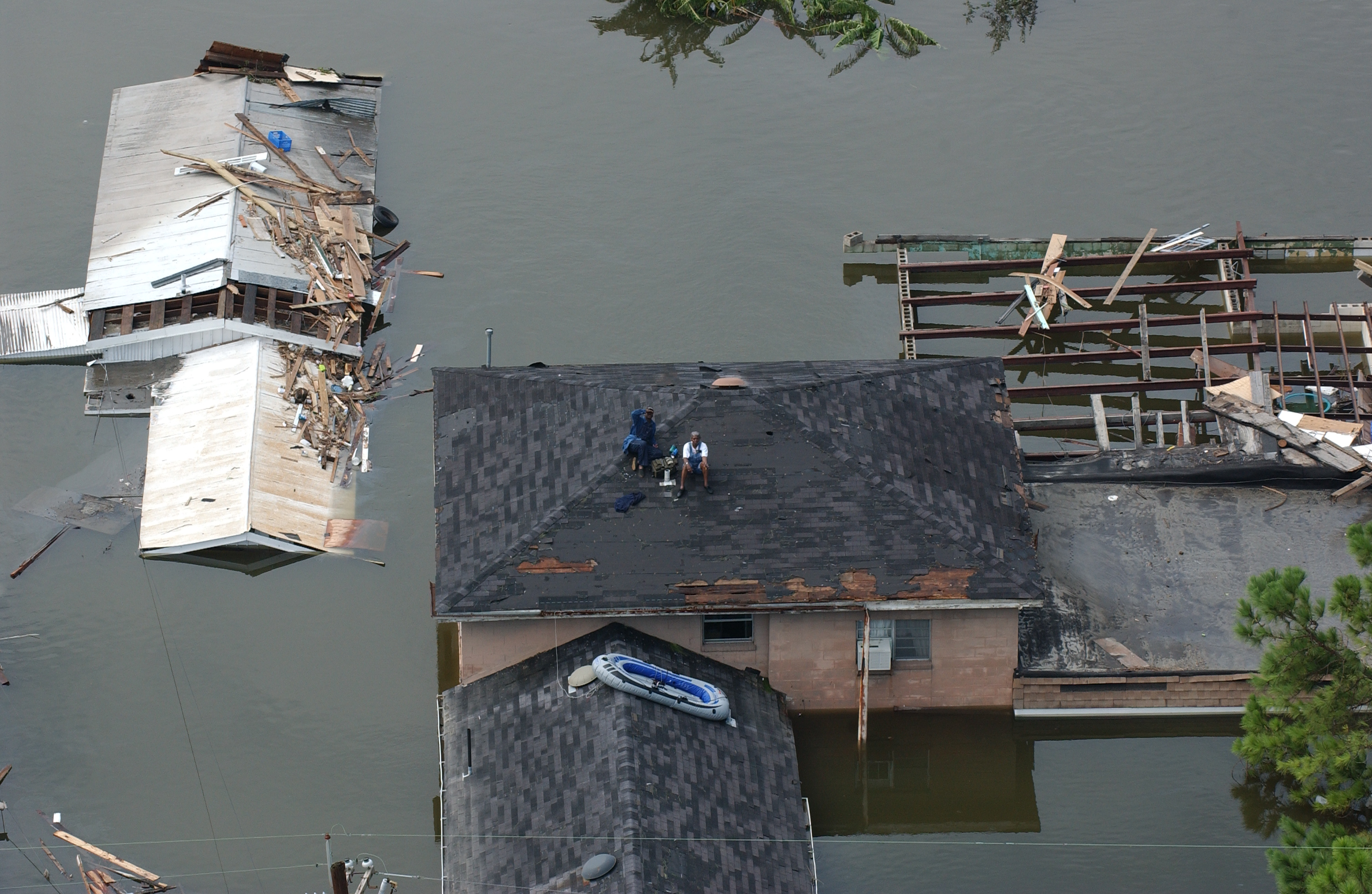
Les gens sur les toits de leurs maisons évitant l'inondation après l'ouragan Katrina

##### Peuples amérindiens

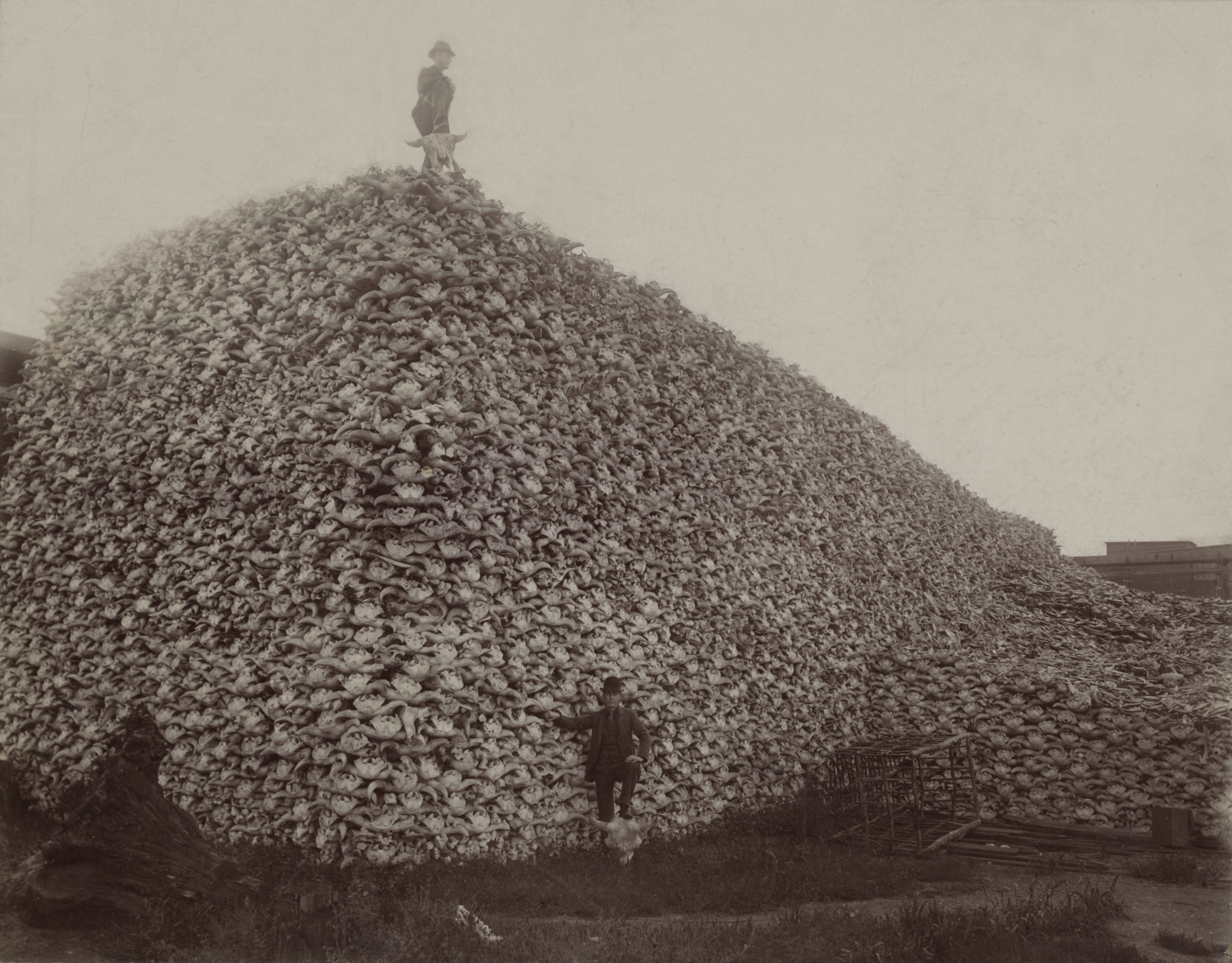
Photographie de 1892 d'un tas de crânes de bisons américains à Detroit, Michigan, attendant d'être broyés pour de l'engrais ou du charbon de bois. L'armée des États-Unis a encouragé des chasses massives au bison américain pour forcer les Amérindiens à quitter leurs terres traditionnelles et à s'installer dans des réserves plus à l'ouest. Ceci est considéré comme un exemple précoce de racisme environnemental.

Les universitaires autochtones ont discuté de la question de savoir si le concept de justice environnementale avait un sens dans le contexte des Amérindiens et du colonialisme des colons. En effet, le statut juridique des Amérindiens diffère de celui des autres peuples marginalisés aux États-Unis. À ce titre, la spécialiste de Colville, Dina Gilio-Whitaker, explique que « parce que les relations des peuples autochtones avec l'État (c'est-à-dire les États-Unis) sont différentes de celles des minorités ethniques, la justice environnementale doit dépasser l'égalité et être à la hauteur des concepts de la souveraineté, les droits issus de traités et les relations de gouvernement à gouvernement ».

### Amérique du Sud

#### Chili
À partir de la fin du XVe siècle, lorsque les explorateurs européens ont commencé à naviguer vers le Nouveau Monde, la violence et l'oppression des populations autochtones ont eu des effets durables à ce jour. Le conflit foncier mapuche-chilien a des racines qui remontent à plusieurs siècles. Lorsque les Espagnols sont allés conquérir des parties de l'Amérique du Sud, les Mapuche étaient l'un des seuls groupes indigènes à résister avec succès à la domination espagnole et à maintenir leur souveraineté. À l'avenir, les relations entre les Mapuche et l'État chilien se sont transformées en un état de méchanceté et de ressentiment. Le Chili a obtenu son indépendance de l'Espagne en 1818 et, voulant que les Mapuche s'assimilent à l'État chilien, a commencé à élaborer une législation nuisible qui ciblait les Mapuche. Les Mapuche ont basé leur économie, à la fois historiquement et actuellement, sur l'agriculture. Au milieu du 19e siècle, l'État a eu recours à la saisie pure et simple des terres mapuche, s'appropriant de force la totalité sauf 5% des terres linéaires mapuche. Une économie agraire sans terre signifiait essentiellement que les Mapuche n'avaient plus leurs moyens de production et de subsistance. Bien que certaines terres aient depuis été cédées aux Mapuche, il ne s'agit toujours que d'une fraction de ce que les Mapuche possédaient autrefois. De plus, alors que l'État chilien a tenté de reconstruire ses relations avec la communauté mapuche, le lien entre les deux est toujours tendu par l'héritage de l'histoire susmentionnée.

#### Equateur

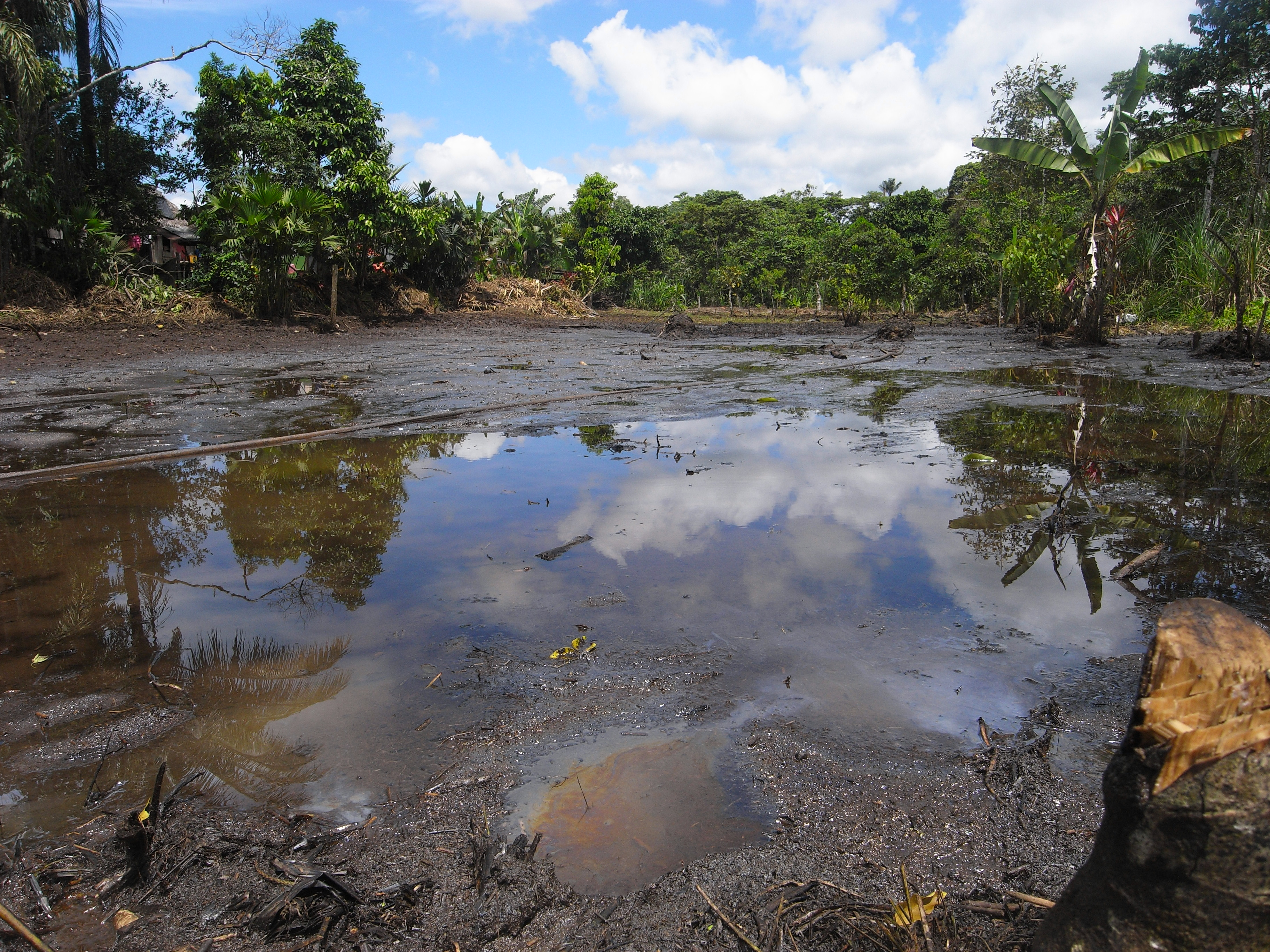
Conséquences du champ pétrolifère de Lago Agrio